# 갈색참매
갈색참매(brown goshawk)는 수리과 타키스피자속에 속하는 중형 맹금류이다. 오스트레일리아와 그 부속도서에 서식한다. 학명은 아키피테르 파스키아투스(Accipiter fasciatus).